# ベネショフ - チェスカー・リーパ線
ベネショフ - チェスカー・リーパ線（チェコ語: Železniční trať Benešov nad Ploučnicí – Česká Lípa）はチェコ共和国ウースチー州ベネショフとリベレツ州チェスカー・リーパを結ぶ単線鉄道で、最初にボヘミア北部鉄道（ドイツ語: Böhmische Nordbahn, BNB）により開業・運営された。

## 歴史
1865年10月にオーストリア商工省はBNBの創業者たちに建設・運営許可を与えて、ベンゼン（現在ベネショフ）とボヘミア・ライパ（現在チェスカー・リーパ）を結ぶプローチニツェ川沿線区間も第1条に含まれた。1869年にはこの路線を除いたほかの路線はすでに運営されていた。オーストリア政府はアウシヒ（現在ウースティー・ナド・ラベム）とライパ間を直接連結するために、BNBに建設を催促した。工事は1870年初に始まり、およそ20 km区間は1872年7月14日に開通された。
1908年にBNBは国有化されてこの路線は他のBNB路線とともにオーストリア帝国鉄道（k.k. österreichische Staatsbahnen, kkStB）の路線網に編入された。
第一次世界大戦の終戦後、この路線は新生のチェコスロバキア国鉄（Československé státní dráhy, ČSD）に引き受けられた。1938年秋にズデーテン事態が発生して、ナチスドイツによるズデーテン併合の結果、ドイツ国営鉄道がその地方の路線を引き受けた。第二次世界大戦の終戦後、この路線はチェコスロバキア国鉄に復帰した。
1993年1月1日にチェコスロバキアの分離により、この路線はチェコ鉄道（České dráhy, ČD）の路線網に組み入れられた。2022年12月時刻表改正の時にイタリア国鉄系列のレンダーバーン (Länderbahn) が普通列車系統を引き受けた。

## 運行形態
ベネショフ - スタリーシャホフ間ではウースチー州運輸連合（Doprava Ústeckého Kraje, DÚK）の運賃制が適用される。ジャンドフ - チェスカー・リーパ間運賃制はリベレツ州総合運輸システム（Integrovaný dopravní systém Libereckého kraje, IDOL）により運営される。
- 快速列車（R）: ジェチーン - ベネショフ - チェスカー・リーパ - ヤビオネー - リベレツ。120分ごと。
- 普通列車（L 2）: ジェチーン - ベネショフ - フランチシュコフ - スタリーシャホフ - ジャンドフ - ホルニーポリツェ - ストルジュニツェ - ストルジュニツェ - チェスカー・リーパ - ミモニ - ヤビオネー - クジジャニ - リベレツ。120分ごと。イタリア国鉄系列レンダーバーン運用[7]。使用車両はデジロクラシック。